# Paprotnia
Paprotnia è un comune rurale polacco del distretto di Siedlce, nel voivodato della Masovia.
Ricopre una superficie di 81,43 km² e nel 2004 contava 2 806 abitanti.